# Combretum evisceratum
Combretum evisceratum là một loài thực vật có hoa trong họ Trâm bầu. Loài này được (H.Perrier) Jongkind mô tả khoa học đầu tiên năm 1995.